# Centrolepidàcies
Centrolepidaceae és una família de plantes amb flors monocotiledònies dins l'ordre Poals que conté tres gèneres, Aphelia, Centrolepis i Gaimardia, amb un total de 35 espècies que es troben a Austràlia, Nova Zelanda, sud d'Amèrica del Sud i sud-est d'Àsia.